# John Sebastian Little

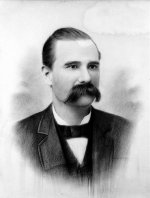
John Sebastian Little

John Sebastian „Bass“ Little (* 14. März 1851 im Sebastian County, Arkansas; † 29. Oktober 1916 in Little Rock, Arkansas) war ein US-amerikanischer Politiker und 1907 Gouverneur von Arkansas. Außerdem vertrat er diesen Bundesstaat zwischen 1894 und 1907 im US-Repräsentantenhaus.

## Frühe Jahre und politischer Aufstieg
John Little besuchte die örtlichen Schulen seiner Heimat und das Cane Hill College im Washington County. Danach war er selbst für kurze Zeit Lehrer. Nach einem anschließenden Jurastudium wurde er 1874 als Rechtsanwalt zugelassen, worauf er in Greenwood eine Kanzlei eröffnete.
Zwischen 1878 und 1882 war Little Staatsanwalt im zwölften Gerichtsbezirk von Arkansas. 1884 wurde er in das Repräsentantenhaus von Arkansas gewählt und zwischen 1886 und 1890 war er Mitglied des Zwölften Bezirksgerichts. Im Jahr 1894 wurde er als Nachfolger des zurückgetretenen Clifton R. Breckinridge in das US-Repräsentantenhaus in Washington, D.C. gewählt. Dort verblieb er nach mehreren Wiederwahlen bis zum Januar 1907.

## Gouverneurszeit und Lebensende
Im Jahr 1906 wurde Little als Kandidat der Demokratischen Partei zum neuen Gouverneur von Arkansas gewählt. Er trat sein Amt am 18. Januar 1907 an. Kurz darauf erlitt er einen Nervenzusammenbruch. Danach war es ihm nicht mehr möglich, sein Amt auszuüben. Am 11. Februar 1907 begab er sich auf einen längeren Erholungsurlaub an die texanische Golfküste. Der kommissarische Senatspräsident John Isaac Moore amtierte bis zum 14. Mai 1907 als Gouverneur. An diesem Tag wurde Xenophon Overton Pindall neuer Senatspräsident, dem damit die Aufgabe zufiel, Littles restliche Amtszeit zu beenden. John Little erholte sich nicht mehr von seinem Nervenleiden. Er starb im November 1916 in einem Nervenkrankenhaus in Little Rock. Er war mit Elizabeth J. Irwin verheiratet, mit der er fünf Kinder hatte.